# 學甲濕地
學甲濕地位於台灣臺南市學甲區北方，鄰近光華里的筏仔頭部落。原本是一塊溪畔耕作地，隨著急水溪河岸變遷，逐漸荒廢棄耕；同時，由於地層下陷，此區轉型為濕地生態園區，佔地約20公頃。學甲濕地內有國際級保育的黑面琵鷺等珍稀鳥類，並多種鳥類和植物，以及豐富的蟹類等生物。

## 地理
學甲濕地位於台南市學甲區北方，毗鄰北門區的筏仔頭庄頭。它坐落在學甲區急水溪畔中洲段、學甲段和渡子頭段的土地上。這片濕地是在早期倒風內海淤積形成的，約三百年前，這裡是一片鹽分地，土壤乾硬容易龜裂成塊。然而，隨著急水溪的長期沖刷和沉積，這片地區逐漸轉變成可以種植的泥灘地，成為坋質壤土，結合了砂土和壤土的特性，土壤質地細緻。

## 歷史
最初這片農田聚落稱為「竿仔寮」，然而在1990年代，地層下陷的情況嚴重，使得上游的白河水庫洩洪時常淹水，導致農地鹽化並失去肥力，農民無法繼續耕作。因此，全村農民在1997年10月遷移，剩餘的土地在無人經營且受到海水入侵的影響下逐漸荒廢，漸漸形成現在的濕地。
雖然水利局建造了堤防，但卻沒有徵收土地，使得原本的農田逐漸變成了行水區，為了補償農民並保護水土資源，學甲區農會向農委會林務局（現農業部林業及自然保育署）爭取經費，以休耕補貼的方式承租農地，並將其轉換為溼地生態園區。這個園區除了部分歸農民所有，大部分是公有地或行水區域。

## 生態
學甲區農會還委託臺南市生態保育學會進行鳥類監測和植物研究等溼地生態調查。在人為干擾消失後，食物來源充足且有堤防擋風的保護下，許多鳥類開始聚集在這裡，溼地生態逐漸豐富起來，成為了水鳥、螃蟹和紅樹林等生物的最佳棲息地。
2011年2月臺南市生態保育學會首度監測發現大批「國際明星鳥」之稱的「黑面琵鷺」。目前最高紀錄約為 500 多隻，並且還有許多當地留鳥和季節性候鳥，如小白鷺、中白鷺、高蹺鴴、中杓鷸、赤足鷸、鷹斑鷸、紅冠水雞、小濱鷸、磯鷸、東方環頸鴴、夜鷺、黑腹燕鷗和入侵種埃及聖䴉等。此外，這裡也是許多蟹類的家，如弧邊招潮蟹、清白招潮蟹、北方呼喚招潮蟹等。在植物方面，調查共記錄了21科42種植物，其中5科13種是2011年新發現的。這裡的生態資源非常豐富，值得進行復育和保護。